# Predsjednički izbori u Sjedinjenim Američkim Državama 2008.
U Sjedinjenim Američkim Državama su se 4. studenog 2008. održali 56. predsjednički izbori, na kojima je Barack Obama izabran za 44. predsjednika SAD-a. Predsjednički izbori u toj državi nisu neposredni, već se biraju izbornici za izborni kolegij (Electoral College). Kandidat koji osvoji najmanje 270 glasova u izbornom kolegiju postaje predsjednikom SAD-a. Ako nitko od kandidata ne osvoji potrebnu većinu, predsjednika bira Kongres.

## Izborni sustav
Izbori za predsjednika SAD-a odvijaju se posredno preko izbornika u svakoj državi zasebno. Onaj kandidat koji osvoji najveći broj glasova u pojedinoj državi dobiva sve predviđene izbornike (electors). Svaka država predstavlja jednu izbornu jedinicu, pa stoga vrijedi većinski izborni sustav.
Raspodjela izbornika svake države ovisi o omjeru stanovnika prema ukupnom stanovništvu SAD-a. 
Iako se natječe niz kandidata, u političkoj praksi relevantni kandidati su samo iz Demokratske stranke i Republikanske stranke. 

## Kandidati Demokratske stranke

### Službeni kandidati u nominacijskom procesu
U nominacijskom procesu za predsjedničkog kandidata Demokrata (Democratic nomination process) natjecalo se još troje kandidata, no vodila se tijesna utrka između Baracka Obame i Hillary Clinton. Obamu je podržalo 1846, a Clinton 1685 delegata. Tijekom svibnja 2008. godine održalo se još 4 predizbora, na kojima je Obama pobijedio.
Nacionalna konvencija Demokratske stranke (Democratic National Convention) održala se od 25. do 28. kolovoza 2008. u gradu Denver, Colorado. Na njoj je sudjelovalo 4049 delegata, od toga 3253 delegata (pledged delegates) iz pojedinih država i 796 dužnosnika sa statusom delegata (Superdelegates).
Kandidat za kojeg je glasalo minimalno 2025 izaslanika izabran je za službenog predsjedničkog kandidata Demokratske stranke. U ovom je slučaju to bio Barack Obama.

### Predsjednički kandidati koji su odustali od kandidature
Demokratski predsjednički kandidati, koji su u međuvremenu povukli kandidaturu:
| Kandidat                                                   | Slika            | Trenutna dužnost                   | Izaslanika |
| ---------------------------------------------------------- | ---------------- | ---------------------------------- | ---------- |
| Mike Gravel (povukao kandidaturu i prešao u drugu stranku) | John Edwards     | bivši senator iz Aljaske           | (0)        |
| John Edwards (povukao kandidaturu 30. siječnja 2008.)      | John Edwards     | bivši senator iz Sjeverne Karoline | (26)       |
| Dennis Kucinich (povukao kandidaturu 25. siječnja 2008.)   | Dennis Kucinich  | kongresmen iz Ohija                | (0)        |
| Bill Richardson (povukao kandidaturu 10. siječnja 2008.)   | Bill Richardson  | guverner države Novi Meksiko       | (0)        |
| Joe Biden (povukao kandidaturu 3. siječnja 2008.)          | Joe Biden        | senator iz Delawarea               | (0)        |
| Christopher Dodd (povukao kandidaturu 3. siječnja 2008.)   | Christopher Dodd | senator iz Connecticuta            | (0)        |

## Kandidati Republikanske stranke

### Dezignirani kandidat u nominacijskom procesu
U nominacijskom procesu za republikanskog predsjedničkog kandidata (Republican nomination process) natjecalo se još troje kandidata, no senator John McCain osvojio je većinu (1325 glasova potpore delegata). Kao takav imao je status dezigniranog kandidata (Presumptive nominee).
Nacionalna konvencija Republikanske stranke (Republican National Convention) održala se od 1. do 4. rujna 2008. u gradu Minneapolis, Minnesota. Na njoj je sudjelovalo 2380 delegata, od toga su 1917 bili delegati (pledged delegates) iz pojedinih država, a 463 dužnosnici Nacionalnog odbora sa statusom delegata (RNC member delegates).
Kandidat koji je dobio minimalno 1191 glasova delegata izabran je za službenog predsjedničkog kandidata Republikanske stranke, a to je bio senator John McCain.

### Aktivni kandidati u nominacijskom procesu
Pored designiranog kandidata postojala su dva aktivna kandidata koji nisu povukli kandidaturu:
| Kandidat   | Slika         | Trenutna dužnost                | Izaslanika |
| ---------- | ------------- | ------------------------------- | ---------- |
| Ron Paul   | Ron Paul      | Zastupnik iz Teksasa            | 21         |
| Alan Keyes | Mike Huckabee | bivši veleposlanik SAD pri UN-u | 0          |

### Predsjednički kandidati koji su odustali od kandidature
Republikanski predsjednički kandidati, koji su u međuvremenu povukli kandidaturu:
| Kandidat                                                  | Slika            | Trenutna dužnost                    | Izaslanika |
| --------------------------------------------------------- | ---------------- | ----------------------------------- | ---------- |
| Mike Huckabee (povukao kandidaturu 4. ožujka 2008.)       | Mike Huckabee    | bivši guverner Massachusettsa       | (267)      |
| Mitt Romney (povukao kandidaturu 7. veljače 2008.)        | Mitt Romney      | bivši guverner Massachusettsa       | (286)      |
| Rudolph Giuliani (povukao kandidaturu 30. siječnja 2008.) | Rudolph Giuliani | bivši gradonačelnik grada New Yorka | (0)        |
| Fred Thompson (povukao kandidaturu 22. siječnja 2008.)    | Fred Thompson    | bivši senator iz Tennesseeja        | (0)        |
| Duncan Hunter (povukao kandidaturu 19. siječnja 2008.)    | Duncan Hunter    | zastupnik iz Kalifornije            | (0)        |

## „Treći kandidati”
Američki većinski izborni sustav stvorio je dvostranačje, u kojem samo na lokalnoj razini uspijevaju nezavisni kandidati ili kandidati trećih stranaka. Kod američkih predsjedničkih izbora uloga trećih kandidata uglavnom je marginalna, uz izuzetke poput onog na predsjedničkim izborima 2000. godine, na kojima je kandidat zelene stranke Ralph Nader osvojio gotovo 3 milijuna glasova.

### Ralph Nader
Američki odvjetnik za prava potrošača Ralph Nader objavio je 25. veljače 2008. četvrtu uzastopnu kandidaturu za američkog predsjednika. Prvi puta kandidirao se 1996. kao nezavisni kandidat uz potporu Zelenih. Na američkim izborima 2000. godine kandidaran je u ime Zelene stranke (Green Party USA) protiv George W. Busha i Ala Gorea i dobivši 3 milijuna glasova te ostvario 2,74 % glasova. Njegova kandidatura išla je na štetu demokratskog kandidata Gorea. Demokrati su ga optužili da je svojom kandidaturom omogućio tijesnu pobjedu Georgea Busha za predsjednika SAD-a. Po treći put kandidira se za predsjednika 2004. godine kao nezavisni kandidat i osvaja tek 0,4 % glasova. Njegov slab rezultat u odnosu na 2000. uzrokovan je stavom u redovima demokrata, nezavisnih liberala i ljevičara protiv ponovnog izbora Busha za predsjednika.

### Michael Bloomberg
Milijarder i gradonačelnik New Yorka Michael Bloomberg je ipak nakon određenih špekulacija odustao od kandidature za predsjednika države. Analitičari su smatrali da bi njegova kandidatura mogla poremetiti račune obiju velikih stranaka.